# 結党!老人党
『結党!老人党』は2007年に毎日新聞社から発行された三枝玄樹による日本の政治小説。2007年5月に単行本が刊行された（ISBN 978-4620107134）。また、これを原作としてテレビドラマも製作されている。
超高齢社会を迎えた日本の未来を、本気で変えようと立ち上がった老人たちの活躍を描いた政治コメディである。

## あらすじ
退職後、妻と共に平穏な日々を過ごしていた宮下辰夫のもとに小学校の同窓会の案内が届く。同窓会会場で国会議員となった同級生に会い、現状の政治に疑問を抱く。そんな中、貧血で倒れる辰夫。駆け付けた息子から「親父も老い先短いんだから、好きなことをやれば」と言われ、かつて自分が「総理大臣」になりたいと思い描いていたことを思い出す。そして、国会議員になることを決意し、家族を説得、東京巣鴨のとげぬき地蔵で演説を行った。

## 登場人物
宮下辰夫
定年退職した老人。
宮下のり子
辰夫の妻。辰夫が国会議員になると打ち明けた際、蓄えていた金を出し応援。
宮下雄太
辰夫の一人息子。職業不詳。
香田茜
雄太の元妻。新聞社勤務。

## テレビドラマ
WOWOWのドラマWでドラマ化され、2009年8月9日に放送された。

### キャスト
- 宮下辰夫：笹野高史
- 香田茜：本上まなみ
- 山下巌：小野寺昭
- 田辺シゲル：ミッキー・カーチス
- 高山晃三：津川雅彦
- 宮下のり子：市毛良枝
- 宮下雄太：渡部篤郎
- 記者：小栗旬※カメオ出演

### スタッフ
- 原作：三枝玄樹
- 監督：平川雄一朗
- 脚本：牟田桂子
- 音楽：髙見優
- 音楽プロデュース：志田博英
- プロデュース：松永綾、中林千賀子
- 企画協力：オフィスクレッシェンド
- 製作プロダクション：ブースタープロジェクト
- 製作著作：WOWOW

### 主題歌
- 小田和正 「生まれ来る子供たちのために」